# Jo Bonner

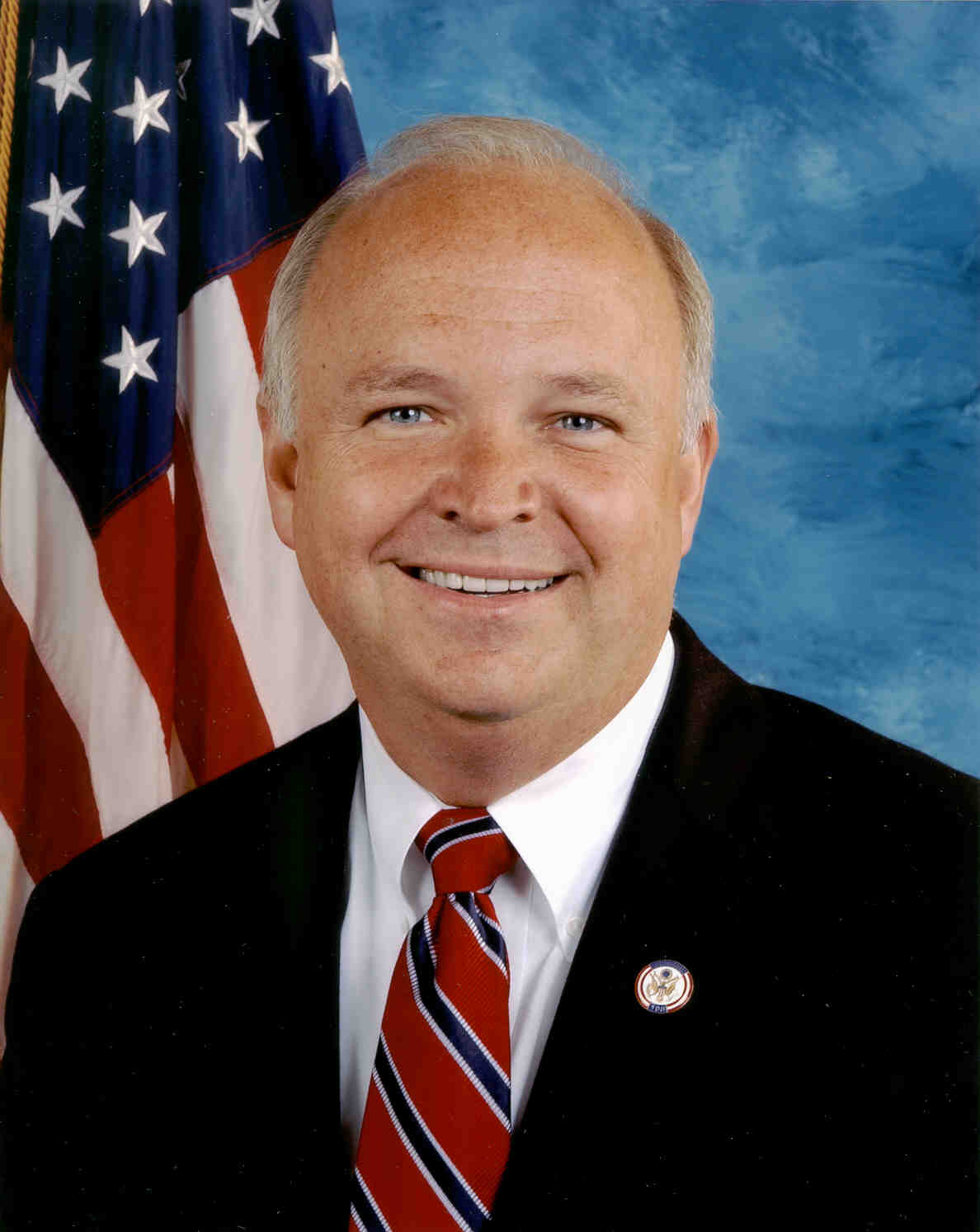
Jo Bonner

Josiah Robins „Jo“ Bonner Jr. (* 19. November 1959 in Selma, Alabama) ist ein US-amerikanischer Politiker. Er ist Mitglied der Republikanischen Partei und vertrat von 2003 bis 2013 den ersten Kongresswahlbezirk des Bundesstaates Alabama im US-Repräsentantenhaus.
Jo Bonner erwarb 1982 den Bachelor of Arts an der University of Alabama in Tuscaloosa. Danach studierte er noch einige Zeit an der Law School dieser Hochschule. Von 1985 bis 2002 gehörte er zum Stab des Kongressabgeordneten Sonny Callahan. Als dieser nicht mehr kandidierte, bewarb sich Bonner als sein inzwischen engster Mitarbeiter um die Nachfolge. Er entschied die Wahl für sich und zog am 3. Januar 2003 in den Kongress, dem er nach mehrfacher Wiederwahl ununterbrochen bis zum 2. August 2013 angehörte. Im 112. Kongress führte er den Vorsitz im Ethikausschuss des Repräsentantenhauses.
Im Mai 2013 wurde bekannt, dass Bonner einen Posten bei der University of Alabama übernimmt und sich deshalb aus dem Repräsentantenhaus zurückzieht, was wegen des hohen Gehaltes und weil seine Schwester Judy Bonner Präsidentin dieser Universität ist, auf Kritik gestoßen ist.